# Manganovesuvianita
La manganovesuvianita és un mineral de la classe dels silicats, que pertany al grup de la vesuvianita. Rep el nom en al·lusió al domini de Mn3+ en la fórmula i la seva relació amb la vesuvianita.

## Característiques
La manganovesuvianita és un silicat de fórmula química Ca19Mn3+Al₄(Al₆Mg₂)(☐₄)☐[Si₂O₇]₄[(SiO₄)10]O(OH)9. Va ser aprovada com a espècie vàlida per l'Associació Mineralògica Internacional l'any 2000. Cristal·litza en el sistema tetragonal. La seva duresa a l'escala de Mohs es troba entre 6 i 7.
Segons la classificació de Nickel-Strunz, la manganovesuvianita pertany a «09.B - Estructures de sorosilicats amb grups barrejats de SiO₄ i Si₂O₇; cations en coordinació octaèdrica [6] i major coordinació» juntament amb els següents minerals: al·lanita-(Ce), al·lanita-(La), al·lanita-(Y), clinozoisita, dissakisita-(Ce), dol·laseïta-(Ce), epidota, hancockita, khristovita-(Ce), mukhinita, piemontita, piemontita-(Sr), manganiandrosita-(La), tawmawita, tweddillita, ferrial·lanita-(Ce), niigataïta, manganiandrosita-(Ce), dissakisita-(La), vanadoandrosita-(Ce), uedaïta-(Ce), epidota-(Sr), al·lanita-(Nd), ferrial·lanita-(La), åskagenita-(Nd), zoisita, macfal·lita, sursassita, julgoldita-(Fe2+), okhotskita, pumpel·lyïta-(Fe2+), pumpel·lyïta-(Fe3+), pumpel·lyïta-(Mg), pumpel·lyïta-(Mn2+), shuiskita, julgoldita-(Fe3+), pumpel·lyïta-(Al), poppiïta, julgoldita-(Mg), ganomalita, rustumita, vesuvianita, wiluïta, fluorvesuvianita, vyuntspakhkita-(Y), del·laïta, gatelita-(Ce) i västmanlandita-(Ce).

## Formació i jaciments
Va ser descoberta a la mina N'Chwaning II, a la localitat de Kuruman, dins el camp de manganès del Kalahari (Cap Septentrional, Sud-àfrica). També ha estat descrita a les properes mines N'Chwaning III i Wessels, així com en altres indrets dels Estats Units i Itàlia.